# Jane Saville
Jane Kara Saville (Sydney, 5 novembre 1974) è un'ex marciatrice australiana, vincitrice di una medaglia di bronzo ai Giochi olimpici di Atene 2004. Ha preso parte a quattro edizioni delle Olimpiadi dal 1996 al 2008.

## Record nazionali
- Marcia 20 km: 1h27'44 ( Naumburg, 2 maggio 2004)

## Palmarès
| Anno | Manifestazione          | Sede         | Evento  | Risultato | Prestazione | Note |
| ---- | ----------------------- | ------------ | ------- | --------- | ----------- | ---- |
| 1990 | Europei juniores        | Plovdiv      | 5000 m  | 13ª       | 23'42"46    |      |
| 1992 | Mondiali juniores       | Seul         | 5000 m  | Argento   | 21'58"64    |      |
| 1994 | Giochi del Commonwealth | Victoria     | 10 km   | 8ª        | 47'14"      |      |
| 1996 | Giochi olimpici         | Atlanta      | 10 km   | 25ª       | 45'56"      |      |
| 1997 | Mondiali                | Atene        | 10000 m | batteria  | 46'12"76    |      |
| 1998 | Giochi del Commonwealth | Kuala Lumpur | 10 km   | Oro       | 43'57"      |      |
| 1999 | Mondiali                | Siviglia     | 20 km   | 7ª        | 1h32'13"    |      |
| 2000 | Giochi olimpici         | Sydney       | 20 km   | dq        | dq          |      |
| 2001 | Mondiali                | Edmonton     | 20 km   | dq        | dq          |      |
| 2002 | Giochi del Commonwealth | Manchester   | 20 km   | Oro       | 1h36'34"    |      |
| 2003 | Mondiali                | Parigi       | 20 km   | 11ª       | 1h30'51"    |      |
| 2004 | Giochi olimpici         | Atene        | 20 km   | Bronzo    | 1h29'25"    |      |
| 2005 | Mondiali                | Helsinki     | 20 km   | 20ª       | 1h33'44"    |      |
| 2006 | Giochi del Commonwealth | Melbourne    | 20 km   | Oro       | 1h32'46"    |      |
| 2007 | Mondiali                | Osaka        | 20 km   | dq        | dq          |      |
| 2008 | Giochi olimpici         | Pechino      | 20 km   | 19ª       | 1h31'17"    |      |

## Altre competizioni internazionali
1997
- 39ª in Coppa del mondo ( Poděbrady) - 10 km - 45'19"

1999
- 18ª in Coppa del mondo ( Mézidon-Canon) - 20 km - 1h31'58"

2002
- 24ª in Coppa del mondo ( Torino) - 20 km - 1h35'35"

2004
- 4ª in Coppa del mondo ( Naumburg) - 20 km - 1h27'44"

2006
- 7ª in Coppa del mondo ( La Coruña) - 20 km - 1h29'05"

2008
- 7ª in Coppa del mondo ( Čeboksary) - 20 km - 1h29'27"